# Repubblica Riograndense
La Repubblica Riograndense, anche nota come Repubblica di Piratini (in portoghese, República Rio-Grandense, conosciuta anche come República de Piratini) fu uno stato separatista dall'Impero brasiliano tra l'11 novembre 1836 e il 1º marzo 1845 in quello che ora è lo Stato brasiliano del Rio Grande do Sul.
Già dal 1834 la provincia di Rio Grande do Sul era in aperta rivolta contro l'Impero brasiliano. Il 20 settembre 1835 inizia la guerra dei Farrapos. Durante la Guerra dei Farrapos la provincia si costituì in Stato indipendente e fu proclamata, da Antônio de Sousa Neto, la Repubblica. Bento Gonçalves da Silva venne designato come primo Presidente. La Costituzione della Repubblica Riograndese Archiviato il 27 marzo 2023 in Internet Archive. fu approvata nel 1843 ad Alegrete, per poi rendersi effettiva l'11 settembre del 1836 dopo la vittoria del generale Antônio de Sousa Neto contro le truppe imperiali brasiliane a Bagé. Nel 1839, la Repubblica formò una confederazione congiunta con la Repubblica Juliana, formata quello stesso anno a Santa Catarina.

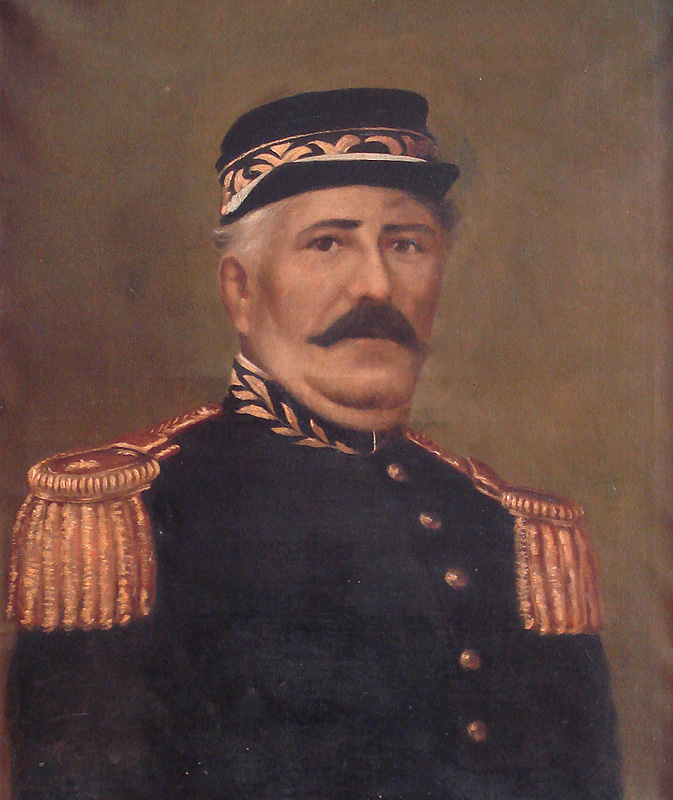
Antônio de Sousa Neto

La guerra contro l'Impero brasiliano fu condotta principalmente dai ribelli Gaucho, come Bento Gonçalves da Silva, con il supporto determinante degli esuli stranieri che avevano combattuto nella Guerra argentino-brasiliana.

Bento Gonçalves da Silva, primo Presidente costituzionale della Repubblica Riograndese

## Il ruolo di Giuseppe Garibaldi nella difesa della Repubblica
Alla difesa del giovane stato parteciperà anche Giuseppe Garibaldi, nominato nel 1838 “corsaro contro l'Impero”. Gli venne affidata una grossa barca da pesca riconvertita per il combattimento (il “Mazzini”), con cui prenderà il largo con un altro rivoluzionario italiano in esilio, Luigi Rossetti: inalberando il tricolore riograndense, presso l'Isola grande catturò un brigantino imperiale carico di caffè. Di lì a poco Garibaldi avrà il comando delle forze navali repubblicane (che in quel momento ammontavano a tre navigli, il “Rio Pardo”, il “Repubblicano” e il "Mazzini"). Tra le sue imprese il soccorso di due navigli degli insorti bloccati nella Lagoa dos Patos: le forze brasiliane controllavano l'uscita sull'oceano, e Garibaldi allora, ordinando la requisizione di centinaia di buoi, fece attaccare delle grandi ruote agli scafi del “Seival” e del “Rio Pardo”, facendoli trainare via terra fino a raggiungere l'oceano Atlantico.

## Trattato di pace di Ponche Verde
Il 1º marzo 1845 i rappresentanti della Repubblica Riograndese (Davi Canabarro) e dell'Impero brasiliano (Lima e Silva) concludono a Ponche Verde un trattato di pace che pone fine alla guerra oramai volta a svantaggio dei riograndesi. I punti principali del trattato sono i seguenti:
- incorporazione del territorio della Repubblica nell'Impero
- incorporazione dell'esercito riograndese nell'esercito imperiale
- possibilità del popolo riograndese di scegliere il presidente della futura provincia
- assunzione di tutti i debiti pubblici della Repubblica da parte dell'Impero
- imposizione di una tassa del 25% per le importazioni indirizzate nel territorio riograndese.